# Ligue des champions de judo
La Ligue des champions de judo (anciennement Coupe d'Europe des clubs de judo et Golden League de 2014 à 2017) est une compétition de judo où s'affrontent les équipes de clubs de pays européens. Organisée par l'Union européenne de judo (EJU), ce rendez-vous se déroule tous les ans.

## Toutes les éditions

### Masculins
| Édition | Ville hôte                                                 | Champion                                                   | Vice-champion                                              | Troisième                                                  |
| ------- | ---------------------------------------------------------- | ---------------------------------------------------------- | ---------------------------------------------------------- | ---------------------------------------------------------- |
| 1976    | Maisons-Alfort                                             | Judo-Club de Maisons-Alfort                                | Nippon Zürich                                              |                                                            |
| 1977    |                                                            | SC Dynamo Hoppegarten                                      | Sports School Boersma Amerfoort                            |                                                            |
| 1978    |                                                            | Slavia Prague                                              | JC Rüsselsheim                                             |                                                            |
| 1979    |                                                            | VfL Wolfsburg                                              | Sports School Boersma Amerfoort                            |                                                            |
| 1980    |                                                            | VfL Wolfsburg                                              | JV Slavia Novi Sad                                         |                                                            |
| 1981    |                                                            | VfL Wolfsburg                                              | JC Villiers de bel Paris                                   | UJZ Mühlviertel                                            |
| 1982    |                                                            | JC Villiers de bel Paris                                   | Zeljeznicar Sarajevo                                       |                                                            |
| 1983    |                                                            | JC Rüsselsheim                                             | TSV Großhadern                                             | JC Grenchen Oooms Tilburg                                  |
| 1984    |                                                            | JC Rüsselsheim                                             | TJ Vysoke Prague                                           |                                                            |
| 1985    |                                                            | US Orléans JJ                                              | JC Manner Wien                                             |                                                            |
| 1986    |                                                            | US Orléans JJ                                              | JC Wolwerhampton                                           |                                                            |
| 1987    |                                                            | US Orléans JJ                                              | VfL Wolfsburg                                              |                                                            |
| 1988    |                                                            | Racing Club de France                                      | VfL Wolfsburg                                              |                                                            |
| 1989    |                                                            | US Orléans JJ                                              | Racing Club de France                                      | TSV Abensberg                                              |
| 1990    |                                                            | US Orléans JJ                                              | Carabinieri Roma                                           | Judo Club Maison Alfort                                    |
| 1991    |                                                            | Racing Club de France                                      | SC Berlin                                                  |                                                            |
| 1992    | Paris                                                      | SC Berlin                                                  | TSV Abensberg                                              | Sanjindo Bischofshofen                                     |
| 1993    | Berlin                                                     | Racing Club de France                                      | JC 90 Frankfurt/Oder                                       |                                                            |
| 1994    | Paris                                                      | TSV Abensberg                                              | Racing Club de France                                      |                                                            |
| 1995    |                                                            | PSG Judo                                                   | JC Taifun Dnepr                                            |                                                            |
| 1996    | Paris                                                      | TSV Abensberg                                              | US Orléans JJ                                              | Kenamju PSG Paris                                          |
| 1997    | Abensberg                                                  | TSV Abensberg                                              | PSG Paris                                                  | MTV Ingolstadt TSV Großhadern                              |
| 1998    | Abensberg                                                  | Kenamju Harlem                                             | PSG Paris                                                  | TSV Abensberg Ingolstadt                                   |
| 1999    | Oradea                                                     | JC Liberty Oradea                                          | JC Taifun Dnepr                                            | Kenamju Haarlem JC Mytnyk                                  |
| 2000    | Abensberg                                                  | TSV Abensberg                                              |                                                            |                                                            |
| 2001    | Haarlem                                                    | Yawara-Neva                                                | Kenamju Haarlem                                            | Istanbul Büyükşehir                                        |
| 2002    | Abensberg                                                  | Yawara-Neva                                                | TSV Abensberg                                              | Petrom Liberty Oradea Kenamju Haarlem                      |
| 2003    | Haarlem                                                    | Kenamju Haarlem                                            | TSV Abensberg                                              | Sambo-70 Yawara-Neva                                       |
| 2004    | Abensberg                                                  | Yawara-Neva                                                | BB SK Istanbul                                             | TSV Abensberg Kenamju Harlem                               |
| 2005    | Tallinn                                                    | Yawara-Neva                                                | TSV Abensberg                                              | BBSK Istanbul Sambo-70                                     |
| 2006    | Tbilissi                                                   | TSV Abensberg                                              | Yawara-Neva                                                | JC Sagarevo Tiflis BB SK Istanbul                          |
| 2007    | Moscou                                                     | Yawara-Neva                                                | Gladiator                                                  | Levallois SC Sambo-70                                      |
| 2008    | Tallinn                                                    | Caykur SC                                                  | Gladiator                                                  | Levallois SC TSV Abensberg                                 |
| 2009    | Abensberg                                                  | Yawara-Neva                                                | Levallois SC                                               | Kocaeli TSV Abensberg                                      |
| 2010    | Tcheboksary                                                | Yawara-Neva                                                | Saint-Geneviève Sport                                      | Kocaeli TSV Abensberg                                      |
| 2011    | Antalya                                                    | Levallois SC                                               | JC Chilly-Mazarin Morangis                                 | Yawara-Neva TSV Abensberg                                  |
| 2012    | Istanbul                                                   | TSV Abensberg                                              | Yawara-Neva                                                | Galatasaray Sainte-Geneviève Sport                         |
| 2013    | Paris                                                      | TSV Abensberg                                              | Levallois SC                                               | Dinamo RNO-Alania Yawara-Neva                              |
| 2014    | Samara                                                     | Yawara-Neva                                                | Dinamo RNO-Alania                                          | TSV Abensberg Levallois SC                                 |
| 2015    | Vienne                                                     | Fighters Tbilisi                                           | TSV Abensberg                                              | Yawara-Neva Sporting Clube de Portugal                     |
| 2016    | Grozny                                                     | Sagaredjo FF Superstars                                    | Yawara-Neva                                                | Fighters Tbilissi Sporting Clube de Portugal               |
| 2017    | Ankara                                                     | Yawara-Neva                                                | New Stream                                                 | Fighters Tbilissi Sporting Clube de Portugal               |
| 2018    | Bucarest                                                   | Golden Gori                                                | Étoile sportive du Blanc-Mesnil Judo                       | CSM Bucarest Edelweiss Grozny                              |
| 2019    | Odivelas                                                   | Sporting Clube de Portugal                                 | Yawara-Neva                                                | JC Étoile rouge de Belgrade Golden Gori                    |
| 2020    | Non disputé en raison de la pandémie de Covid-19 en Europe | Non disputé en raison de la pandémie de Covid-19 en Europe | Non disputé en raison de la pandémie de Covid-19 en Europe | Non disputé en raison de la pandémie de Covid-19 en Europe |
| 2021    | Paris                                                      | Yawara-Neva                                                | JC Étoile rouge de Belgrade                                | Golden Gori TSV Abensberg                                  |
| 2022    | Gori                                                       | Fighter Tbilissi                                           | JC Étoile rouge de Belgrade                                | Golden Gori Judo Stabia                                    |
| 2023    | Belgrade                                                   | OJK Belgrade                                               | Aris Judo Club                                             | JC Étoile rouge de Belgrade Paris Saint-Germain            |

### Féminines
| Édition | Ville hôte                                                 | Champion                                                   | Vice-champion                                              | Troisième                                                  |
| ------- | ---------------------------------------------------------- | ---------------------------------------------------------- | ---------------------------------------------------------- | ---------------------------------------------------------- |
| 1997    | Levallois                                                  | JC UGRA Khanty Mansiysk                                    | Levallois SC                                               | US Orléans JJ                                              |
| 1998    | Levallois                                                  | Kenamju Haarlem                                            | Levallois SC                                               | JC Maison Alfort J.C. Saar                                 |
| 1999    | Haarlem                                                    | Kenamju Haarlem                                            | Levallois SC                                               | JC Russelsheim                                             |
| 2000    | Levallois                                                  | US Orléans JJ                                              | ACS Peugeot Mulhouse                                       | Levallois SC                                               |
| 2001    | Orléans                                                    | US Orléans JJ                                              | Yawara-Neva                                                | Judo Crocodiles Osnabrück JC UGRA Khanty Mansiysk          |
| 2002    |                                                            |                                                            |                                                            |                                                            |
| 2003    | Orléans                                                    | Levallois SC                                               | US Orléans JJ                                              | Roma JC UGRA Khanty Mansiysk                               |
| 2004    | Levallois                                                  | JC UGRA Khanty Mansiysk                                    | RSC Champigny                                              | Levallois SC JC Russelsheim                                |
| 2005    | Orléans                                                    | US Orléans JJ                                              | JC Russelsheim                                             | Yawara-Neva JC Leipzig                                     |
| 2006    | Budapest                                                   | Budokan Rotterdam                                          | UJKC Potsdam                                               | JC Pontault Cambault US Orléans JJ                         |
| 2007    | Orléans                                                    | US Orléans JJ                                              | Levallois SC                                               | Amiens ASC Peugeot Citroën Mulhouse                        |
| 2008    | Tallinn                                                    | US Orléans JJ                                              | Levallois SC                                               | Red Star Champigny Pontault Combault                       |
| 2009    | Orléans                                                    | Sankaku Celje                                              | Pontault Combault                                          | US Orléans JJ Yawara-Neva                                  |
| 2010    | Orléans                                                    | Levallois SC                                               | US Orléans JJ                                              | Pontault Combault Red Star Club Champigny                  |
| 2011    | Antalya                                                    | Levallois SC                                               | Red Star Club Champigny                                    | Izmir BSB Pontault Combault                                |
| 2012    | Istanbul                                                   | Red Star Club Champigny                                    | Yawara-Neva                                                | Galatasaray Pontault Combault                              |
| 2013    | Paris                                                      | Yawara-Neva                                                | JC Maisons-Alfort                                          | Galatasaray Pontault Combault                              |
| 2014    | Samara                                                     | Galatasaray                                                | Fiamme Gialle Roma                                         | Yawara-Neva JC Pontault Combault                           |
| 2015    | Vienne                                                     | Red Star Club Champigny                                    | JC Cortaillod                                              | Vienna Samurai JSV Speyer                                  |
| 2016    | Grozny                                                     | JSV Speyer                                                 | Vienna Samurai                                             | Red Star Club Champigny Galatasaray                        |
| 2017    | Ankara                                                     | Yawara-Neva                                                | VCJ Valencia                                               | JC Pontault-Combault Galatasaray                           |
| 2018    | Bucarest                                                   | FLAM 91                                                    | JC Pontault-Combault                                       | JC Vinkovci Galatasaray                                    |
| 2019    | Odivelas                                                   | RSC Champigny                                              | VCJ Valencia                                               | U-CSM Cluj-Napoca Galatasaray                              |
| 2020    | Non disputé en raison de la pandémie de Covid-19 en Europe | Non disputé en raison de la pandémie de Covid-19 en Europe | Non disputé en raison de la pandémie de Covid-19 en Europe | Non disputé en raison de la pandémie de Covid-19 en Europe |
| 2021    | Paris                                                      | Galatasaray                                                | RSC Champigny                                              | VCJ Valencia Ujisk Slavija                                 |
| 2022    | Gori                                                       | US Orléans JJ                                              | RSC Champigny                                              | Paris Saint-Germain Benfica Lisbonne                       |
| 2023    | Belgrade                                                   | Paris Saint-Germain                                        | JC Pontault-Combault                                       | Galatasaray RSC Champigny                                  |

### Mixtes
| Édition | Ville hôte  | Champion            | Vice-champion               | Troisième                       |
| ------- | ----------- | ------------------- | --------------------------- | ------------------------------- |
| 2024    | Montpellier | Paris Saint-Germain | JC Étoile rouge de Belgrade | Judo Nice Metropole Golden Gori |